# Hi☆Five
Hi☆Five（ハイファイブ）は、東海地方を拠点に活動する日本の男性アイドルグループ。2018年12月23日結成、2019年4月2日にデビュー。

## 略歴
2018年4月、芸能事務所のワタナベエンターテインメントは、同事務所所属のMAG!C☆PRINCEの弟分グループとして新たにアイドルグループを結成すると発表した。
コンセプトは「クラスで一番人気のある男の子」とされ、東海地方4県の出身・在住者を対象とした。
仮のグループ名は「TOKAIスクールボーイズ」。なお、今回もMAG!C☆PRINCEと同様に地元テレビ局のCBCテレビが全面協力した。
応募総数5,075名の応募者の中から、短編動画作成共有アプリTikTokで男性TikTokerファン数日本1位を獲得し、フォロワー数100万人超えの人気TikToker林拓磨（愛称：はやたく）、大谷悠哉、加藤大悟、野口友輔、大友海の5名が最終候補に選ばれ、TOKAIスクールボーイズとして活動を開始、2018年10月より初のレギュラーラジオ番組が開始された。
12月23日に開催されたMAG!C☆PRINCEのライブに初出演し、最終候補者5名全員が合格し、グループ名の「Hi☆Five」と4月にメジャーデビューが決定したことと、CBCテレビより冠番組がスタートすることが発表された。
2019年1月からCBCテレビで初の冠番組『デラHi☆学園』がスタート、4月2日にメジャーデビューシングル『We are Hi☆Five』発売を予定し、多くのヒット曲をプロデュースする人気クリエイターのヒロイズムが「We are Hi☆Five」をプロデュースすることが発表された。
2022年8月1日、林拓磨、大谷悠哉、大友海、グループ卒業。

## メンバー
記載順、生年月日・出身県・身長は公式プロフィールによる。
| 名前      | メンバーカラー | ふりがな      | 生年月日              | 出身地 | 血液型 | 身長   |
| --------- | -------------- | ------------- | --------------------- | ------ | ------ | ------ |
| 加藤 大悟 | 青             | かとう だいご | 2000年9月19日（24歳） | 愛知県 | A型    | 181 cm |
| 日野 友輔 | 紫             | ひの ゆうすけ | 2002年6月3日（22歳）  | 愛知県 | A型    | 176 cm |

### 元メンバー
| 名前      | メンバーカラー | ふりがな        | 生年月日              | 出身地 | 血液型 | 身長   | 卒業日       |
| --------- | -------------- | --------------- | --------------------- | ------ | ------ | ------ | ------------ |
| 林 拓磨   | 赤             | はやし たくま   | 2000年4月3日（24歳）  | 愛知県 | O型    | 180 cm | 2022年8月1日 |
| 大谷 悠哉 | 黄             | おおたに ゆうや | 1998年4月10日（26歳） | 岐阜県 | O型    | 175 cm | 2022年8月1日 |
| 大友 海   | 緑             | おおとも かい   | 2001年6月26日（23歳） | 三重県 | O型    | 180 cm | 2022年8月1日 |

## ディスコグラフィ

### シングル
| 枚  | 発売日        | タイトル       | 規格品番   | 規格品番 | 規格品番     | オリコン 最高位 |
| 枚  | 発売日        | タイトル       | 初回限定盤 | 通常盤   | メンバー盤   | オリコン 最高位 |
| --- | ------------- | -------------- | ---------- | -------- | ------------ | --------------- |
| 1st | 2019年4月2日  | We are Hi☆Five | CUCL-700   | CUCL-701 | CUCL-702-706 | 5位             |
| 2nd | 2019年9月17日 | Heart Beat     | CUCL-707   | CUCL-708 | CUCL-709-713 | 2位             |
| 3rd | 2020年3月17日 | WE CAN FLY     | CUCL-714   | CUCL-715 | CUCL-716-720 | 4位             |

### 14 STARS
- 恋をしようJAPAN

## タイアップ曲
| 曲名           | タイアップ                          | 時期   |
| -------------- | ----------------------------------- | ------ |
| We are Hi☆Five | XCOM GLOBAL「イモトのWiFi」CMソング | 2019年 |
| Heart Beat     | XCOM GLOBAL「イモトのWiFi」CMソング | 2019年 |
| SAKURA         | 「カンコー委員会3期生募集」CMソング | 2020年 |

## 出演

### テレビ
- デラHi☆学園（2019年1月12日 -  2020年9月25日、CBCテレビ）
- なるほどプレゼンター!花咲かタイムズ（2019年4月6日 - 、CBCテレビ）
- High FIVE!! 絶対☆バズるアスリート（2019年6月1日 - 、CBCテレビ）[11]
- マジプリ(K)NIGHT「ナイトカード」（2020年4月10日 - 2020年6月、TOKYO MX）[12]

### ラジオ
- TOKAI SCHOOL BOYSの放課後HR（2018年10月1日 - 同年12月、Radio NEO）[13]
- Beat Around 834 サテライトFLASH（2020年1月 - 同年3月、メディアスエフエム）
- 放課後Hi☆Five（2019年1月 - 同年12月/Radio NEO→2020年1月 - /東海ラジオ）